# Juncus capitatus
Juncus capitatus (Weigel) Phil. ex Lojac. 1909 es una especie de fanerógama, de junco de la familia Juncaceae. Es nativo de Eurasia y del norte de África. Es de las especies introducidas en partes de Norteamérica, como California, norte del golfo de México. 

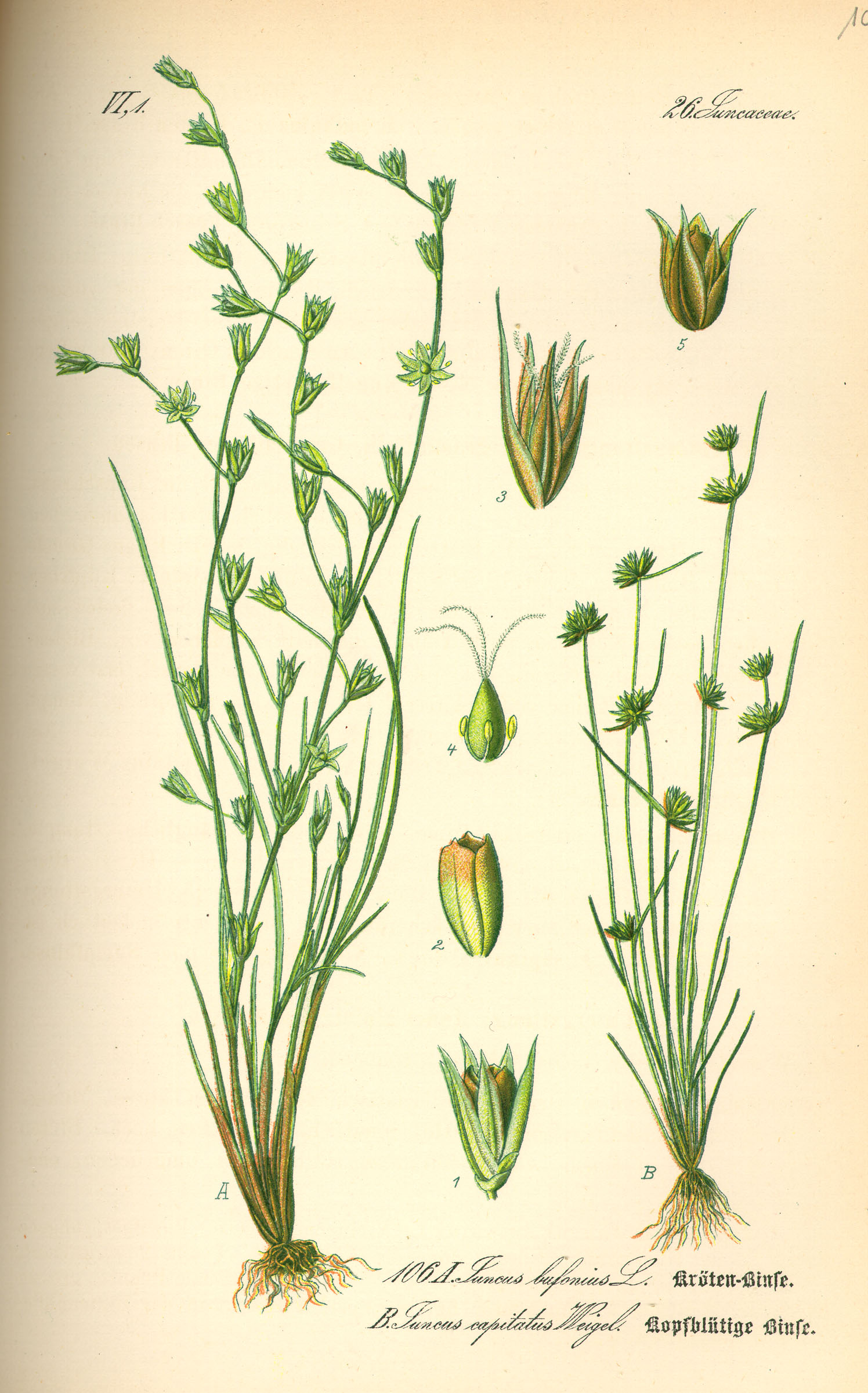
Ilustración

## Descripción
Crece en áreas húmedas, tales como arenales húmedos, charcas, y diques. Es una pequeña herbácea anual, no excediendo 10 cm en altura. Tallos erectos y macizos, chatos o algo corrugados. Las hojas son basales y de 3 a 4 cm de largo. Planta verde a rojo o amarronado. Cada tallo lleva una inflorescencia con seis flores. Las brácteas aguzadas en la base de la inflorescencia tienen con frecuencia más de 1 cm de largo, inclusive más que las flores, y a veces se parecen a foliólos. Cada flor tiene un tépalo aguzado, corto, ovales. Hay tres estambres. El fruto es una cápsula delgada oval de 1 a 2 mm de largo.

## Taxonomía
Juncus capitatus fue descrita por (Weigel) Phil. ex Lojac.  y publicado en Observationes Botanicae 28. 1772.
Etimología
Juncus: nombre genérico que deriva del nombre clásico latino  de jungere = , "para unir o vincular", debido a que los tallos se utilizan para unir o entrelazar".
capitatus: epíteto latino que significa "con una cabeza".
Sinonimia
- Juncus capitatus var. congestus Ten.
- Juncus capitatus forma physcomitrioides (Baen.) Neuman
- Juncus capitatus subesp. setaceus
- Juncus capitatus var. triandrus (Gouan) Asch.
- Juncus capitatus forma umbelliformis Merino
- Juncus ericetorum Pollich
- Juncus globiceps Bajtenov
- Juncus gracilis var. capitatus Roth
- Juncus mutabilis Lam.
- Juncus tenellus S.Geuns
- Juncus triandrus Gouan
- Schoenus minimus T.F.Forster[4]